# Beçan
Beçan (en francès Bessan) és un municipi occità del Llenguadoc, situat al departament de l'Erau i a la regió d'Occitània.

## Agermanament
- Remich, Luxemburg

## Ligams
- Estudi del parlar de Beçan a partir d'un poema